# Hans-Albert Stechl
Hans-Albert Stechl (* 21. März 1949 in St. Georgen im Schwarzwald) ist ein deutscher Jurist, Rechtsanwalt, Journalist, Autor und Verleger. Er ist seit 2011 Vorsitzender des Verwaltungsrates des Südwestrundfunks.

## Leben
Stechl studierte Rechtswissenschaft in Freiburg im Breisgau, Genf und Konstanz. 1976 erfolgte die Zweite juristische Prüfung. Von 1976 bis 1981 war er Geschäftsführer des Südwestdeutschen Journalistenverbandes in Stuttgart, welcher ein Landesverband der Gewerkschaft Deutscher Journalisten-Verband ist. Seit 1981 ist Stechl als Rechtsanwalt in Freiburg im Breisgau zugelassen und mit den Fachgebieten Medien- und Arbeitsrecht als solcher selbständig tätig.

## Funktionen beim Südwestrundfunk
Stechl war seit 1983 Mitglied des Rundfunkrates des Südwestfunks. Dem Verwaltungsrat der Nachfolgeanstalt Südwestrundfunk gehört er seit der Gründung 1998 an und wurde am 16. September 2011 zu dessen Vorsitzenden gewählt.

## Sonstiges
Stechl ist Verfasser zahlreicher Kochbücher. Die Badische Zeitung veröffentlicht regelmäßig die Kolumne Stechls Standgericht zu kulinarischen Themen. Mit dem Freiburger Sternwaldverlag ist Stechl auch als Verleger tätig.

## Publikationen (Auswahl)
- Kochen mit den Fallers: das Kochbuch zur Südwestfunk-Fernsehserie; traditionelle Gerichte und Lieblingsrezepte aus dem Schwarzwald. Braun, Karlsruhe 1996. ISBN 978-3-7650-8176-7.
- Backen mit den Fallers: das Backbuch zur Südwestfunk-Fernsehserie; traditionelle Lieblingsrezepte aus dem Schwarzwald. Braun, Karlsruhe 1997. ISBN 978-3-7650-8185-9.
- Johanna Fallers Leibgerichte: neue Rezepte aus dem Schwarzwald; das Kochbuch zur Südwestrundfunk-Fernsehserie. Braun, Karlsruhe 2000. ISBN 978-3-7650-8235-1.
- Einfach gut gekocht. 1. Teil. Rombach Verlag, Freiburg 2004. ISBN 978-3-9808633-5-3.
- Einfach gut gekocht. 2. Teil. Rombach Verlag, Freiburg 2007. ISBN 978-3-7930-5036-0.
- Einfach gut gekocht. 3. Teil. Rombach Verlag, Freiburg 2009. ISBN 978-3-7930-5062-9.
- Einfach gut gekocht. 4. Teil. Rombach Verlag, Freiburg 2013. ISBN 978-3-7930-5098-8.
- So schmeckt’s in Baden: 60 sonnenverwöhnte Klassiker. Silberburg-Verlag, Tübingen 2017. ISBN 978-3-8425-2044-8.